# Duomyia angustata
Duomyia angustata är en tvåvingeart som beskrevs av Mcalpine 1973. Duomyia angustata ingår i släktet Duomyia och familjen bredmunsflugor. Inga underarter finns listade i Catalogue of Life.